# Tejerina
Tejerina är en ort i Spanien.   Den ligger i provinsen Provincia de León och regionen Kastilien och Leon, i den norra delen av landet, 300 km norr om huvudstaden Madrid. Tejerina ligger 1 268 meter över havet och antalet invånare är 437.
Terrängen runt Tejerina är kuperad. Runt Tejerina är det mycket glesbefolkat, med 6 invånare per kvadratkilometer. Närmaste större samhälle är Guardo, 18,7 km sydost om Tejerina. I omgivningarna runt Tejerina växer i huvudsak blandskog.